# Haris Skenderović
Haris Skenderovic, född 3 november 1981 i Bužim, är en bosnisk/svensk fotbollsspelare. Skenderovic har spelat tre matcher för det bosniska U21-landslaget.
Den 18 november 2010 värvades Skenderović av norska Stabæk, där han skrev på ett treårskontrakt.